# Thika – min afrikanska barndom
Thika – min afrikanska barndom (originaltitel The Flame Trees of Thika) är en brittisk miniserie som sändes 1981. Serien sändes i SVT1 december 1983 – januari 1984. Miniserien handlar om Elspeth och hennes föräldrar som bosätter sig i Kenya och öppnar en kaffeplantage. Den afrikanska miljön både lockar och förskräcker den unga Elspeth.

## Avsnitt
1. Det förlovade landet (The Promised Land)
2. Hyenor äter allt (Hyenas Will Eat Anything)
3. Gott nytt år (Happy New Year)
4. En olycka kommer sällan ensam (Friends in High Places)
5. Leopardjakten (A Real Sportsman)
6. På safari (Safari)
7. Krigsmuller (The Drums of War)